# 霍县窑
霍县窑，中国古代民间窑场，窑址在山西省霍县陈村附近，即文献中记载的“彭窑”所在地。该窑创烧于金代，盛烧于元代。窑场产品以白瓷为主，模仿定窑瓷器，胎釉洁白，光素者居多，偶尔有少量印花装饰。